# Mittelstadt

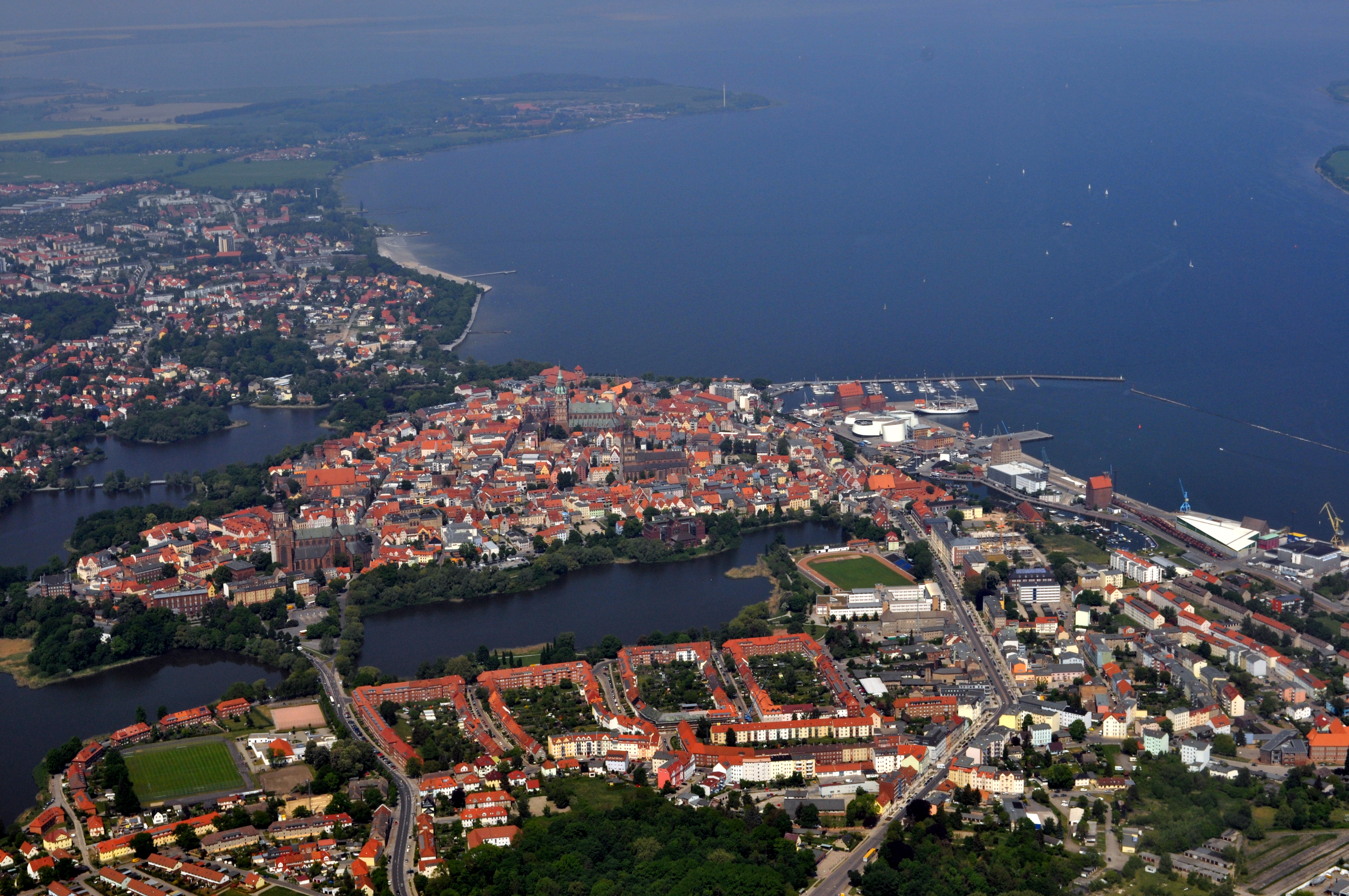
Stralsund, Mittelstadt in Vorpommern mit rund 59.000 Einwohnern

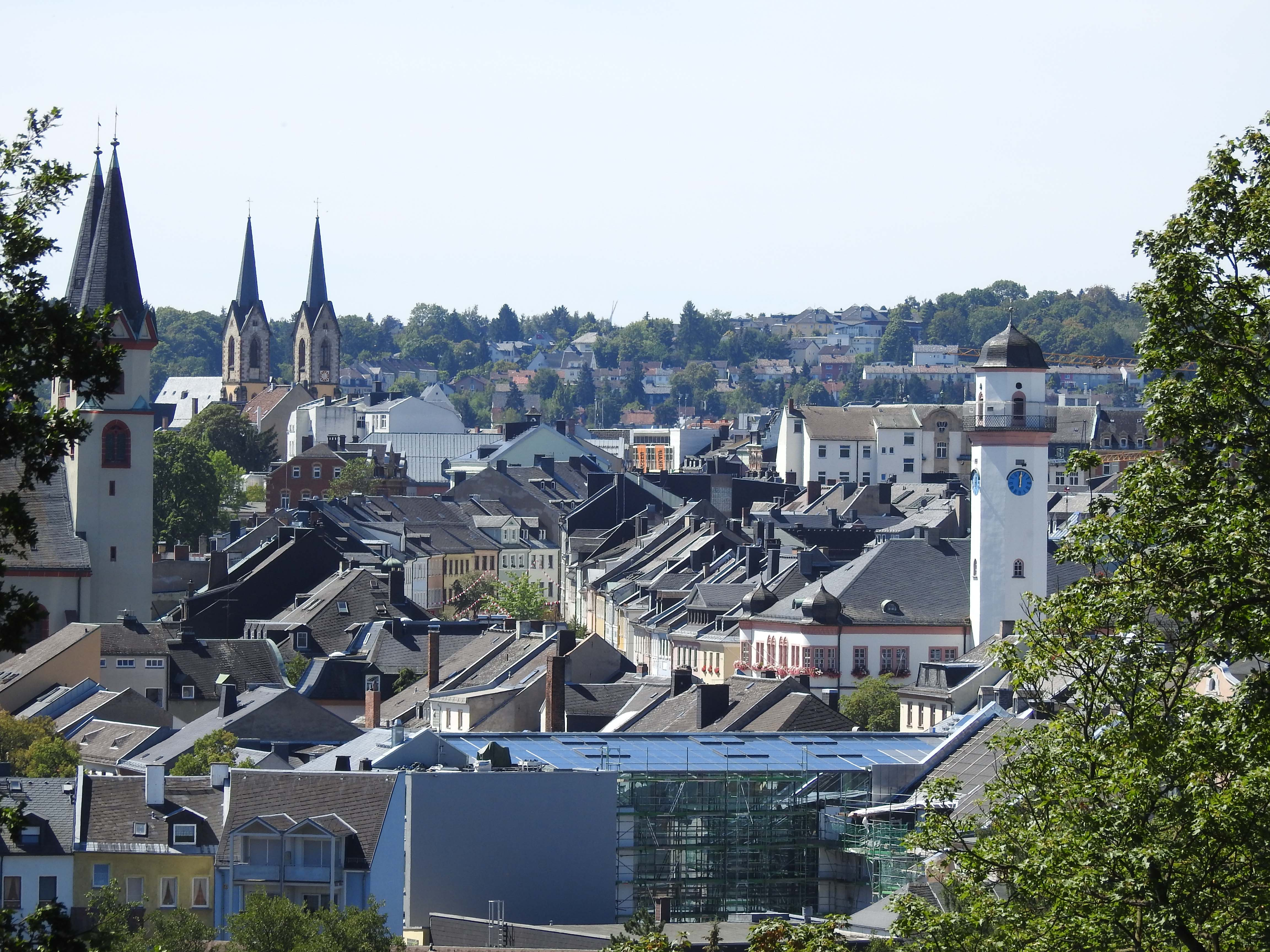
Hof (Saale) in Bayern mit rund 47.000 Einwohnern

Mittelstadt ist ein vorwiegend in Deutschland genutzter Ausdruck für die Klassifikation einer Stadt mit mindestens 20.000 und unter 100.000 Einwohnern. Ende 2020 lebten in Deutschland 22,9 Millionen Menschen (27,5 %) in Mittelstädten.

## Statistische Bedeutung
Nach einer Begriffsbestimmung der deutschen Reichsstatistik von 1871 und der Internationalen Statistikkonferenz von 1887 ist Mittelstadt die Bezeichnung für alle Städte mit mindestens 20.000 und unter 100.000 Einwohnern im Gegensatz zur Landstadt (unter 5000 Einwohner), zur Kleinstadt (unter 20.000 Einwohner) und zur Großstadt (mindestens 100.000 Einwohner). Daneben gibt es noch die Begrifflichkeiten der Regiopole und der Metropole, die besonders bedeutsame Städte bezeichnen, sich jedoch nicht auf deren Einwohnerzahl beziehen.

## Regionales

### Deutschland
In Deutschland wird die Kategorie „Mittelstadt“ nach dem Bundesamt für Bauwesen und Raumordnung weiter unterteilt in Große Mittelstadt mit mindestens 50.000 Einwohnern und Kleine Mittelstadt mit unter 50.000 Einwohnern.
Mittelstädte sind meist auch Mittelzentren. Der Begriff „Mittelzentrum“ bezieht sich auf die Zentreneinteilung in der Raumordnung. Dort gibt es Grund-, Mittel- und Oberzentren sowie Regiopol- und Metropolregionen. Diese Zentreneinteilung folgt den politischen Zielen der Raumordnung oder ergibt sich de facto aus der wirtschaftlichen, soziokulturellen und politisch-administrativen Bedeutung einer Stadt.
Allein aus der Gliederung nach Einwohnerzahl in Kleinstadt, Mittelstadt und Großstadt kann die Bedeutung einer Stadt nicht unmittelbar abgeleitet werden. So haben Klein- und Mittelstädte im ländlichen Raum eine größere wirtschaftliche, soziale und politische Bedeutung für das Umland als gleich große oder gar größere Städte in unmittelbarer Nachbarschaft zu Verdichtungsräumen.

### Besonderer Status im Saarland
Im Saarland werden als Mittelstadt nach 4 Abs. 3 des Kommunalselbstverwaltungsgesetzes des Saarlandes (KSVG) „kreisangehörige oder regionalverbandsangehörige Städte, denen diese Rechtsstellung auf Antrag durch Rechtsverordnung der Landesregierung zu verleihen ist, wenn sie mehr als 30.000 Einwohner haben und nicht Sitz der Landkreisverwaltung oder der Regionalverbandsverwaltung sind“, bezeichnet.

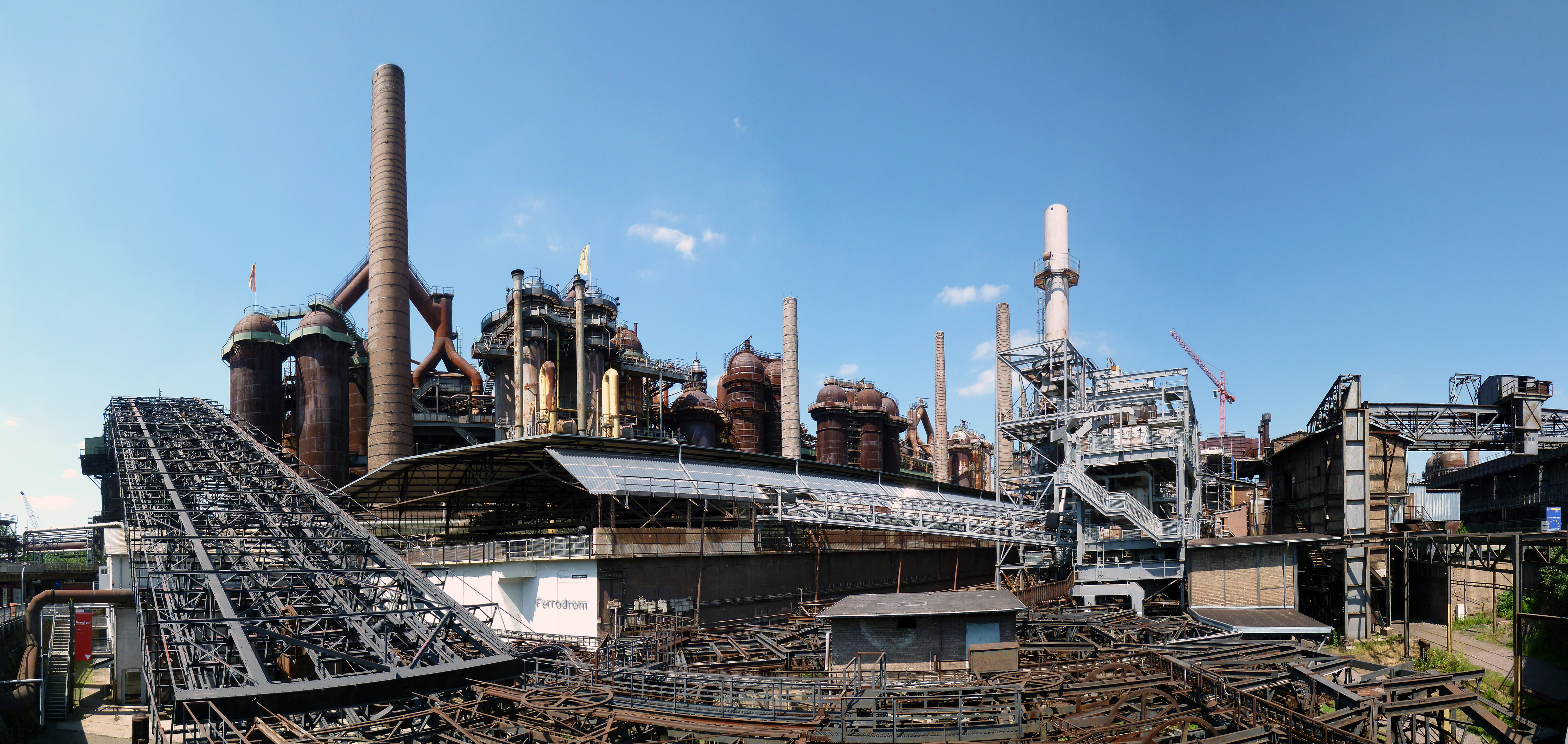
Völklingen

Aktuell wurde diese Rechtsstellung den Städten St. Ingbert und Völklingen verliehen.
Mittelstädte „erfüllen neben ihren Aufgaben als Gemeinden in ihrem Gebiet auch den Landkreisen übertragene staatliche Aufgaben nach Maßgabe einer Rechtsverordnung der Landesregierung“. (7 KSVG). Diese genannte Rechtsverordnung ist die Mittelstadtverordnung (MiStVO). Auffälligste Aufgabe ist die Kfz-Zulassung, so dass die Kfz-Kennzeichen IGB an die Einwohner von St. Ingbert und VK an die Einwohner von Völklingen vergeben werden, obwohl beide Städte in Landkreisen liegen, in denen sonst andere Unterscheidungszeichen gelten.
Der Leiter der Stadtverwaltung ist ein Oberbürgermeister.
Völklingen erhielt den Status als Mittelstadt mit Wirkung vom 1. Januar 1968, St. Ingbert im Rahmen der saarländischen Verwaltungs- und Gebietsreform am 1. April 1974. Bis zum 31. Dezember 1973 war St. Ingbert Kreisstadt des Landkreises St. Ingbert.
Die Stadt Neunkirchen trug ab dem 1. Januar 1968 ebenfalls die Bezeichnung Mittelstadt, bis sie 1974 Kreisstadt des neugebildeten Landkreises Neunkirchen wurde.
Die Untergrenze zur Verleihung der Bezeichnung „Mittelstadt“ lag zunächst bei 40.000 Einwohnern, wegen sinkender Einwohnerzahlen von St. Ingbert wurde sie Ende der 1990er Jahre auf 30.000 abgesenkt.

### Österreich
In Österreich spielt der Begriff kaum eine Rolle. Entweder werden im amtlichen Statistikwesen (Statistik Austria) alle Gemeinden in Österreich mit mindestens 10.000 Einwohnern unter „Stadt“ subsumiert (es gibt nur sechs Großstädte mit mehr als 100.000 Einwohnern), oder man unterscheidet speziell die Statutarstädte mit historischem Stadtrecht von den anderen Städten (die kleinste, Rust im Burgenland, hat aber weniger als 2000 Einwohner) – neue Statutarstädte müssen mindestens 20.000 Einwohner haben (Art. 116 Abs. 3 des Bundes-Verfassungsgesetzes); in diesen Bereich fallen 25 Städte, von denen nur 12 Statutarstädte sind. Die Statistik Austria klassifiziert Stadtregionen zwischen 40.000 und 100.000 Menschen als Mittelstadtregionen; sonst verwendet man auch für Gemeinden mit 5.000 bis 50.000 Einwohnern den Begriff Mittelstadt, darunter Kleinstadt.